# علی سالمین
علی سالمین البلوشی (انگلیسی: Ali Salmeen Al-Bloushi؛ زادهٔ ۴ فوریهٔ ۱۹۹۵) بازیکن فوتبال اصالتاً بلوچ اهل امارات متحده عربی است.